# Lilija Ignatowa
Lilija Pawlowa Ignatowa (bulgarisch Лилия Павлова Игнатова; * 17. Mai 1965 in Sofia) ist eine ehemalige bulgarische rhythmische Sportgymnastin, mehrfache Welt- und Europasiegerin und zweifache Weltcupsiegerin.

## Sportliche Karriere
Lilija Ignatowa wurde am 17. Mai 1965 in Sofia geboren und war Teil der „goldenen Mädchen“-Generation, die den Sport in den frühen achtziger Jahren dominierte. Bei den Europameisterschaften 1980 verzeichnete sie mit zwei Silber- und zwei Gold-Medaillen ihren ersten internationalen Erfolg. Ein Jahr später bei der Weltmeisterschaft 1981 gewann sie Gold und Silber auch mit anderen Geräten.
Sie setzte ihre sportlichen Erfolge auch in den folgenden Jahren fort.
Ignatowa galt als eine der elegantesten und charmantesten Turnerinnen aller Zeiten. Bei ihrem letzten Wettkampf in Tokio wurde sie von den Zuschauern zur schönsten Teilnehmerin gewählt.

## Ende der sportlichen aktiven Karriere
Lilija Ignatowa beendete 1986 ihre sportliche Karriere mit drei Goldmedaillen bei den Europameisterschaften 1986. 1988 übernahm sie die Rolle von Agnessa im bulgarischen Film AkaTaMuS.
1999 war sie in das Leitungsgremium des Bulgarischen Turnverbandes gewählt worden. 2000 gründete sie ihren eigenen Verein LILI SPORT. Ignatowa trainierte ebenso die österreichischen Gymnastinnen.